# 谷岡亜紀
谷岡 亜紀（たにおか あき、男性、1959年11月19日 - ）は、日本の歌人。

## 経歴
高知県高知市生まれ。神奈川県茅ヶ崎市在住。父は東京芸術大学卒の画家であった。高知学芸高等学校時代は、詩人の小松弘愛、林嗣夫に国語を教わる。高校卒業後、19歳で上京。1980年、「心の花」に入会し、佐佐木幸綱に師事。同門の俵万智や黒岩剛仁らと交友を持つ。早稲田大学第一文学部哲学科中退。在学中より演劇活動に熱中し、劇団を主宰する。
1987年、『「ライトヴァース」の残した問題』で第5回現代短歌評論賞受賞。1990年、大辻隆弘、大野道夫、加藤孝男らと短歌評論誌「ノベンタ」を創刊。1991年、アニメ『OH!MYコンブ』にシナリオライターとして参加する。1994年、歌集『臨界』で第38回現代歌人協会賞受賞。2006年刊行の歌集『闇市』で2007年に第5回前川佐美雄賞、第12回寺山修司短歌賞受賞。2018年刊の歌論『言葉の位相』で2019年に第17回日本歌人クラブ評論賞、第6回佐藤佐太郎短歌賞受賞。2020年『ひどいどしゃぶり』で第25回若山牧水賞を受賞。邑書林から刊行されている叢書「セレクション歌人」では、プロデューサーを務める。神奈川歌壇選者。

## 著書
- 『臨界』雁書館 1993.8
- 『<劇>的短歌論』邑書林 1993.6
- 『佐佐木幸綱 人と作品総展望』ながらみ書房 1996.3
- 『香港雨の都』北冬舎〈ポエジー21〉 1997.7
- 『アジア・バザール 歌集』雁書館 1999.8
- 『歌の旅』高知新聞企業（発売） 2000.7
- 『臨界 アジア・バザール』雁書館〈2 in 1シリーズ〉 2003.12
- 『闇市』雁書館 2006.8
- 『谷岡亜紀集』邑書林〈セレクション歌人〉 2007.5
- 『鳥人の朝』思潮社 2008.10
- 『風のファド』短歌研究社 2014.11
- 『言葉の位相 詩歌と言葉の謎をめぐって』角川書店 2018.12
- 『谷岡亜紀歌集』現代短歌文庫 砂子屋書房 2020.3
- 『ひどいどしゃぶり』ながらみ書房 2020.8
- 『続 谷岡亜紀歌集』現代短歌文庫 砂子屋書房 2022.3

### 共著
- 『短歌をつくろう』佐佐木幸綱共著 たかはし・しんや 絵.さ・え・ら書房 1989.4